# Barbentane
Barbentane je obec ve Francii v departementu Bouches-du-Rhône.

## Poloha
Obec se nachází jižně od soutoku řek Rhôna a Durance a severně od pohoří Montagnette.

## Pamětihodnosti
- Zámek Barbentane
- Centrální náměstí (Cours)
- Městské hradby z 9. století
- Kostel Notre Dame ze dvanáctého století